# Амнатчарен
Амнатчарен (тайск. อำนาจเจริญ) — город в Таиланде, столица одноимённой провинции.

## География
Город находится примерно в 590 км к востоку от Бангкока.

## Население
По состоянию на 2017 год население города составляет 25 964 человек. Плотность населения - 689 чел/км². Численность женского населения (51,6%) превышает численность мужского (48,4 %)